# アンス・エトワール
アンス・エトワール（英語: Anse Etoile、フランス語: Anse Étoile、セーシェル・クレオール語: Ans Etwal）は、セーシェルの地区のひとつ。

## 隣接行政区画
- ラ・リヴィエール・アングレーズ
- ボー・ヴァロン
- グラシ